# Jorge Horacio Brito
Jorge Horacio Brito (Buenos Aires, 23 de julio de 1952-Embalse de Cabra Corral, Salta; 20 de noviembre de 2020) fue un empresario argentino, contaba con participación accionaria en el mercado inmobiliario, agropecuario y energético y fue uno de los dueños del Banco Macro. Falleció tras sufrir un accidente en el helicóptero que lo transportaba en la Provincia de Salta.

## Biografía
Jorge H. Brito nació en 1952 en Buenos Aires, Argentina. Fue un empresario y uno los dueños de Banco Macro, entidad de la que fue su CEO hasta 2018, para luego volver a ocuparlo en 2020.
Poseía un sexto del paquete accionario de Banco Macro y negocios inmobiliarios a través de Vizora y negocios agropecuarios con Inversora Juramento S.A, Frigorífico Bermejo y Cabaña Juramento y Genneia S.A., una empresa del sector energético.
En 2017 la revista Forbes lo ubicó en el puesto 1.567 del ranking global de multimillonarios, es la séptima persona más rica de la Argentina. En 2018 descendió a la décima posición con un patrimonio de $1.500 millones de dólares y al año siguiente bajó al puesto 21 con una fortuna de $690 millones de dólares.
Falleció en un accidente aéreo el 20 de noviembre de 2020 cuando se trasladaba en helicóptero en la Provincia de Salta.

### Actividad bancaria y financiera
En 1976 Jorge Horacio Brito creó Macro Cía. Financiera S.A, que funcionaba junto a la consultora “Econométrica” de José María Dagnino Pastore, Mario Brodersohn, Alieto Guadagni y Alfredo Concepción. En 1988 recibió la autorización del Banco Central de la República Argentina para operar como Banco Macro. En 1996  adquiere el Banco de Salta, el de Misiones y el del Noroeste, en 1998 el Banco de Jujuy y en 1999 los bancos Mayo, Misiones y el Banco de Tucumán S.A.  Después de la crisis de 2001, entre 2002 y 2010, compró Bansud, el 35% de Scotiabank Argentina, el Nuevo Banco Suquía, el Banco Empresario de Tucumán, el Nuevo Banco Bisel, el de Tucumán y el Banco Privado de Inversiones. El holding del Banco Macro es está compuesto Macro Securities S.A. Sociedad de Bolsa, Macro Fiducia S.A., Banco Privado de Inversiones S.A. y Macro Fondos S.A, Macro Securities, de la Fundación Macro Bansud y de Sud Inversiones y Análisis. Macro es uno de los bancos privados más grandes de la Argentina. Brito también abrió una sucursal del banco en Bahamas. Se trata de Macro Bank Limited.
Desde 2003 y hasta 2016 fue el presidente de la Asociación de Bancos Argentinos (ADEBA), cuando pidió licencia y fue reemplazado por Daniel Llambías.

### Actividad en el mercado inmobiliario
Jorge Brito fue dueño de la inmobiliaria Vizora que opera en varios países de Latinoamérica. En el barrio de Puerto Madero, posee las Link Towers, el Madero Walk, el Madero Walk Eventos y el Zen City, además del Central Tucumano (en San Miguel de Tucumán), Arboris (en Las Lomas y La Horqueta, San Isidro, Buenos Aires), Remeros Beach en Tigre y la Torre Macro en Catalinas Norte, Ciudad de Buenos Aires, donde está la sede del Banco Macro.

### Actividad agropecuaria y ganadera
Fue dueño de Inversora Juramento S.A., una de las empresas agrícola-ganaderas más grandes de Argentina. Ubicada en Salta, posee 87 414 hectáreas, de las cuales 56 000 corresponden a pasturas y cultivos de soja, sorgo, alfalfa y maíz. Además, destina  67.000 hectáreas para la producción de carne, ya que poseía los frigoríficos Bermejo S.A  en Pichanal (Salta), una planta industrial y la cadena de carnicerías Cabaña Juramento S.A.

### Actividad en el sector energético
Jorge Brito fue dueño de la empresa Genneia S.A., que produce energía a través de diversas subsidiarias. Para la generación de energía eólica la compañía cuenta con el los parques eólicos Rawson I, Rawson II, Madryn Norte, Madryn Sur, Madryn Oeste, Villalonga, Chubut Norte y Pomona I. También cuenta con la Central Térmica Paraná (Entre Ríos), la Central Térmica San Lorenzo y la Central Térmica Bragado y plantas en Matheu, Olavarría, Las Armas, Paraná y Concepción del Uruguay y en Río Mayo y Gobernador Costa (Provincia de Chubut).

### Críticas y controversias
En 2015 la Comisión Nacional de Valores dispuso la suspensión preventiva de operaciones bancarias por no realizar auditorías contra el lavado de dinero.

## Fallecimiento
El 20 de noviembre de 2020 se había reunido en la ciudad argentina de Salta con el gobernador provincial y compartieron el almuerzo, una vez finalizado el encuentro abordó el helicóptero Eurocopter AS350 Ecureuil matrícula LV-FQN y emprendió vuelo junto a su piloto rumbo a una estancia en la localidad de Joaquín V. González donde residía.
Cuando sobrevolaba el Río Juramento a la altura del dique Cabra Corral el aparato se habría enganchado con un cable de metal usado para practicar tirolesa, y a pesar de que cuenta con un mecanismo cortacables se estrelló y sus dos ocupantes fallecieron en el acto.